# كين جونغ
كين جونغ (بالإنجليزية: Ken Jeong)‏ هو ممثل أمريكي (ولد في 13 يوليو 1969) في ديترويت. من أبرز الأعمال التي شارك فيها فيلم صداع الكحول.

## الحياة الشخصية
ولد جونغ في ديترويت في ميتشيغان، وجونغ هو ابن لأبوين مهاجرين من كوريا الجنوبية.

## الأعمال
- صداع الكحول
- صداع الكحول الجزء الثاني
- صداع الكحول الجزء الثالث
- نوكد اب
- الدمى المتحركة (فيلم)
- عبر جوردان (مسلسل)
- معاقب مدى الحياة
- بوسطن ليغال (مسلسل أمريكي)
- فيلم أنا الحقير الجزء الثاني
- نورم من الشمال

## روابط خارجية
- كين جونغ على موقع IMDb (الإنجليزية)
- كين جونغ على موقع روتن توميتوز (الإنجليزية)
- كين جونغ على موقع ألو سيني (الفرنسية)
- كين جونغ على موقع ميوزك برينز (الإنجليزية)
- كين جونغ على موقع أول موفي (الإنجليزية)
- كين جونغ على موقع قاعدة بيانات الأفلام السويدية (السويدية)
- كين جونغ على موقع إن إن دي بي (الإنجليزية)
- كين جونغ على موقع قاعدة بيانات الفيلم (الإنجليزية)
- كين جونغ على موقع كينوبويسك (الروسية)